# Speedball (paintball)
Pour les articles homonymes, voir Speedball.
Le speedball est une forme de jeu du paintball. Il se pratique sur un terrain composé d'obstacles situés aux mêmes endroits et en même nombre de chaque côté du terrain. Cela offre un terrain de jeu équivalent à chaque équipe dans le but d'améliorer le format des compétitions de paintball, tant pour les joueurs que pour les spectateurs. 

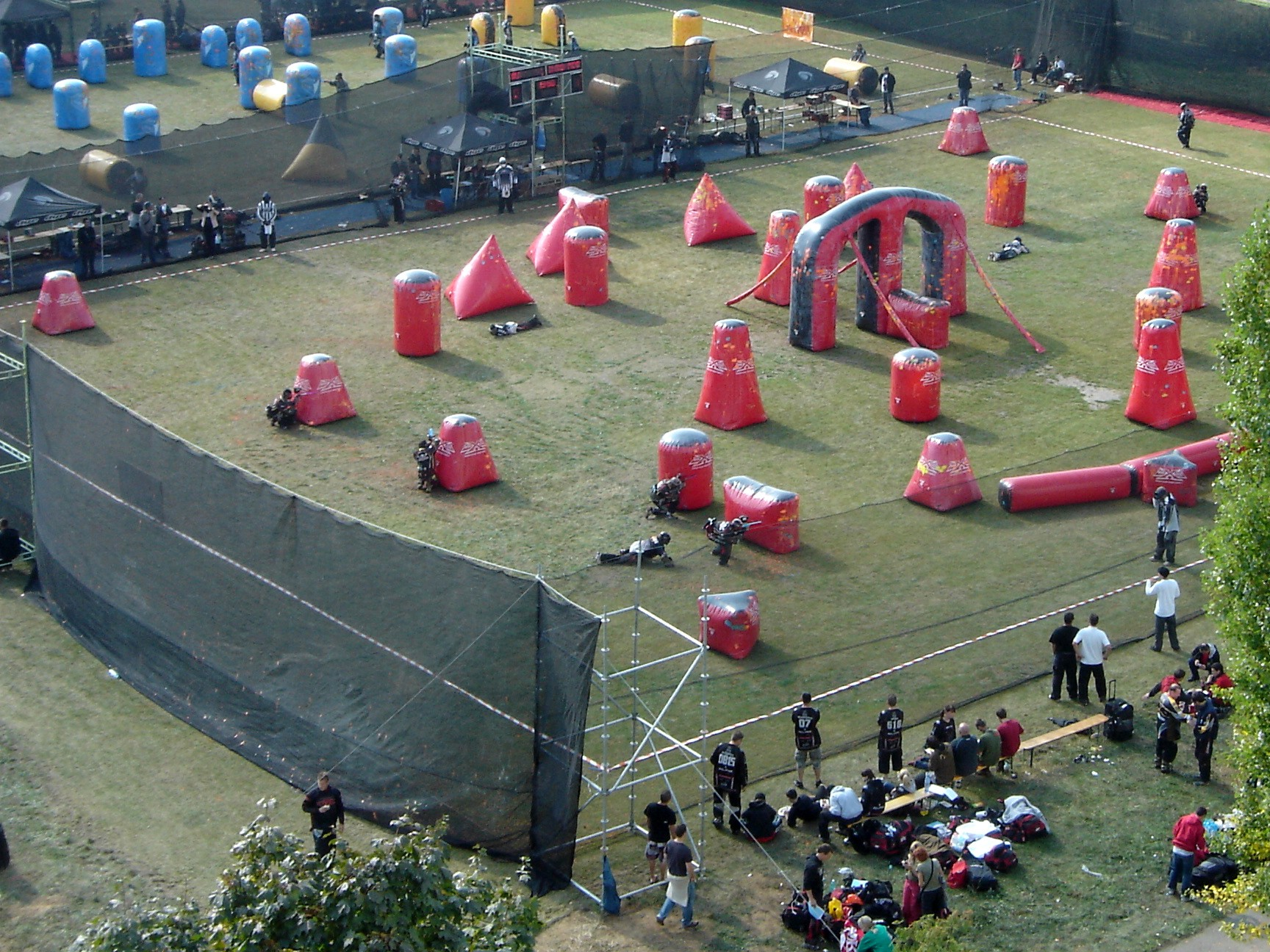
Terrain de jeu